# Rigging
Rigging, inaczej animacja szkieletowa (ang. skeletal animation) – w grafice trójwymiarowej, przygotowanie obiektu do animowania. Polega ono na wyposażeniu obiektu w kości połączone w łańcuchy kinematyczne, ustaleniu hierarchii poszczególnych kości i ich nazw oraz ustawieniu map wag dla odpowiednich partii siatki wielokątów. Pozwala w rezultacie animatorowi na odpowiednią kontrolę nad obiektem. Pomimo częstego użycia w animacji ludzi i obiektów organicznych, możliwe jest zastosowanie wraz z jakimkolwiek innym obiektem (przykładowo drzwiami, czy budynkiem).
Pojęcie rigging zostało wprowadzone w 1988 roku przez Nadię Thalmann, Richarda Laperrière i Daniela Thalmanna.

## Zastosowanie
Animacja szkieletowa jest często używana w grach komputerowych oraz w przemyśle filmowym, ułatwia ona proces animacji i zwiększa wydajność pracy.
Rigging ma również swoje użycie w m.in. wojsku czy ratownictwie medycznym. Wirtualni żołnierze, ratownicy, pacjenci, pasażerowie i piesi mogą być wykorzystywani do szkoleń, wirtualnej inżynierii i cyfrowego testowania sprzętu. Technologia wirtualnej anatomii może być połączona ze sztuczną inteligencją w celu dalszego ulepszenia technologii animacji i symulacji.

## Mocne i słabe strony

### Zalety
- Kość reprezentuje zbiór wierzchołków lub jakiś inny obiekt, który coś reprezentuje (np. nogę).
- Animator musi kontrolować mniej cech modelu, dzięki czemu może skupić się na ruchu w dużej skali.
- Kości są niezależnie ruchome.
- Animację można zdefiniować poprzez proste ruchy kości, zamiast wierzchołka po wierzchołku.

### Wady
- Kość reprezentuje tylko zbiór wierzchołków.
- Nie zapewnia realistycznego ruchu mięśni i skóry.

## Zobacz to
- Wierzchołek w grafice 3D
- Kinematyka prosta
- Kinematyka odwrotna